# Raymond, Illinois
Raymond là một làng thuộc quận Montgomery, tiểu bang Illinois, Hoa Kỳ. Năm 2010, dân số của làng này là 1006 người.

## Dân số
Dân số qua các năm:
- Năm 2000: 927 người.
- Năm 2010: 1006 người.